# Ерценгаузен
Ерценгаузен (нім. Erzenhausen) — громада в Німеччині, розташована в землі Рейнланд-Пфальц. Входить до складу району Кайзерслаутерн. Складова частина об'єднання громад Вайлербах.
Площа — 5,63 км2. Населення становить 780 ос. (станом на 31 грудня 2020).